# Josef Fryml
Josef Fryml (28. března 1888 Františkov – 22. června 1940 Mladá Boleslav) byl československý legionář, major československé armády, za Protektorátu Čechy a Morava člen protiněmecké ilegální vojenské odbojové organizace Obrana národa

## Život
Narodil se ve Františkově (městská část Liberce). Bydlel ve Vinci. Během 1. světové války byl povolán do rakousko-uherské armády a vyslán na východní frontu. Dne 28. srpna 1916 byl v Rumunsku, jako příslušník 36.pěšího pluku rakousko-uherské armády, zajat. Vstoupil do československých legií a byl zařazen k 21 střeleckého pluku československých legií ve Francii. Za první republiky sloužil v československé armádě (v hodnosti kapitána, později v hodnosti majora) u vojenské posádky v Milovicích a u 47. pěšího pluku v Mladé Boleslavi. Byl nositelem různých vyznamenání.
Po německé okupaci Čech, Moravy a Slezska se stal členem okresního velitelství Obrany národa v Mladé Boleslavi (byl zástupcem velitele Josefa Botky a po jeho zatčení velitelem). Dne 7. února 1940 byl Josef Fryml zatčen a podroben mučení. Dne 22. června 1940 byl ve vězeňské cele mladoboleslavské věznice zavražděn německou stráží.

## Posmrtné uznání
Byl jmenován podplukovníkem československé armády in memoriam a obdržel Československý válečný kříž 1939 (in memoriam).  V Mladé Boleslavi je po něm pojmenována ulice.